# Mamadou Seyni Mbengue
Mamadou Seyni Mbengue (* 17. August 1925 in Rufisque; † 14. Januar 2010 in Dakar) war ein senegalesischer Journalist, Dramatiker und Diplomat. Er war Mitglied der Sozialistischen Partei (UPS).

## Werdegang
Mamadou Seyni Mbengue war ein Absolvent des Centre de formation des journalistes in Paris. Im April 1970 wurde er technischer Berater im Kulturministerium.
Vom 11. Juli 1975 bis zum 24. Juli 1976 hatte er Exequatur als Generalkonsul in Rio de Janeiro. Vom 5. November 1976 bis zum 25. Mai 1982 war er Botschafter in Moskau. Vom 5. Mai 1983 bis zum 1986 war er Botschafter in Peking.

## Veröffentlichungen
- Cultural Policy in Senegal. Unesco, Paris 1973, ISBN 92-3-101118-9.
- Le Procés de Lat Dior. Dakar 1971. Neuauflage: ORTF-DAEC, Paris 1972, OCLC 6312754